# Aiguille du Grépon
Aiguille du Grépon – szczyt w Masywie Mont Blanc, w grupie górskiej Aiquilles de Chamonix. Znajduje się na terytorium Francji (departament Górna Sabaudia). Szczyt można zdobyć ze schroniska Refuge des Cosmiques (3613 m).
Pierwszego wejścia dokonali 5 sierpnia 1881 r. Albert F. Mummery, Alexandre Burgener i Benedikt Venetz, granią północną (obecnie klasyczna droga wejściowa, trudności D).
Pierwszego przejścia kobiecego wschodniej ściany Aiguille du Grépon dokonały w 1967 r. Polki Wanda Rutkiewicz i Halina Krüger-Syrokomska.